# Bothriochloa radicans
Bothriochloa radicans är en gräsart som först beskrevs av Johann Georg Christian Lehmann, och fick sitt nu gällande namn av Aimée Antoinette Camus. Bothriochloa radicans ingår i släktet Bothriochloa och familjen gräs. Inga underarter finns listade i Catalogue of Life.